# (998) Bodea
(998) Bodea és un asteroide del cinturó principal descobert el 6 d'agost de 1923 per Karl W. Reinmuth des de l'observatori de Heidelberg-Königstuhl, Alemanya.
Està nomenat en honor de l'astrònom alemany Johann Elert Bode (1747-1826).
S'estima que té un diàmetre de 38,16 km. La seva distància mínima d'intersecció de l'òrbita terrestre és d'1,50512 ua.
Les observacions fotomètriques d'aquest asteroide recollides durant el 2009 mostren un període de rotació de 8,57 hores, amb una variació de lluentor d'11,5 de magnitud absoluta.